# Оллі Воткінс
О́ллі Во́ткінс (англ. Ollie Watkins; нар. 30 грудня 1995, Торкі) — англійський футболіст, нападник клубу «Астон Вілла» та збірної Англії.
Виступав, зокрема, за клуби «Ексетер Сіті» та «Брентфорд».

## Клубна кар'єра
Народився 30 грудня 1995 року в місті Торкі. Вихованець футбольної школи клубу «Ексетер Сіті». Дорослу футбольну кар'єру розпочав 2013 року в основній команді того ж клубу. У квітні 2014 уклав з клубом дворічний контракт.
Протягом 2014—2015 років на правах оренди захищав кольори клубу «Вестон-сьюпер-Мейр».
У сезоні 2015–16 повернувся до команди «Ексетер Сіті». У березні 2016 Воткінса було визнано найкращим молодим гравцем місяця за версією Футбольної ліги, а також вболівальників.
Сезон 2016–17 Оллі розпочав, як гравець основного складу «Ексетер Сіті». Він провів насичений сезон, провівши 52 матчі, забивши шість голів і зробивши 13 результативних передач. 31 грудня 2016 Воткінс відзначився хет-триком у переможній грі 4–1 проти «Ньюпорт Каунті». Оллі залишив клуб 18 липня 2017, провівши 78 матчів та забивши 26 голів.
18 липня 2017 Воткінс уклав чотирирічний контракт з клубом «Брентфорд», як вільний агент. 8 серпня він відзначився забитим голом в переможній грі 3–1 Кубка Футбольної ліги проти «Вімблдону».
9 серпня 2019, Воткінс уклав новий чотирирічний контракт з можливістю продовження на один рік.
29 вересня 2019, Оллі відзначився хет-триком у переможному матчі 3–1 над «Барнслі».
До складу клубу «Астон Вілла» приєднався 9 вересня 2020 уклавши 5-річний контракт. У команді з Бірмінгема Воткінс возз'єднався з менеджером Діном Смітом, під керівництвом якого він грав ще у «Брентфорді». 15 вересня 2020 Оллі дебютував за «Астон Віллу» у матчі проти «Бертон Альбіон» у КФЛ 2020—2021. 21 вересня 2020 нападник дебютував у Прем'єр-лізі в матчі проти «Шеффілд Юнайтед».
4 жовтня 2020 Воткінс забив свій перший гол та став автором хет-трику в домашній перемозі 7–2 над «Ліверпулем». Це була найбільша поразка Ліверпуля за останні 57 років, і вперше в історії Прем'єр-ліги чинний чемпіон пропустив 7 голів в одному матчі.
23 серпня 2023, Воткінс відзначився хет-триком в переможній грі 5–0 плей-оф раунду Ліги конференцій проти шотландського «Гіберніана». 30 вересня записав до активу другий хет-трик в Прем'єр-лізі в домашній перемозі 6–1 над «Брайтон енд Гоув Альбіон». 6 жовтня Оллі підписав новий контракт до 2028 року. 14 травня 2024 року Воткінса визнали гравцем сезону в клубі.

## Виступи за збірну
25 березня 2021 року дебютував за національну збірну Англії у матчі кваліфікації до чемпіонату світу 2022 року проти Сан-Марино, на 63-й хвилині замінивши Домініка Калверта-Льюїна. На 83-й хвилині матчу забив свій дебютний гол за збірну.
Виступав за національну збірну на чемпіонаті Європи 2024.

## Статистика виступів

### Статистика клубних виступів
| Сезон                    | Команда                  | Чемпіонат                | Чемпіонат | Чемпіонат | Національний кубок | Національний кубок | Національний кубок | Континентальні кубки | Континентальні кубки | Континентальні кубки | Інші змагання | Інші змагання | Інші змагання | Усього | Усього | Усього |
| Сезон                    | Команда                  | Ліга                     | Ігор      | Голів     | Ліга               | Ігор               | Голів              | Ліга                 | Ігор                 | Голів                | Ліга          | Ігор          | Голів         | Ігор   | Голів  |        |
| ------------------------ | ------------------------ | ------------------------ | --------- | --------- | ------------------ | ------------------ | ------------------ | -------------------- | -------------------- | -------------------- | ------------- | ------------- | ------------- | ------ | ------ | ------ |
| 2013–14                  | «Ексетер Сіті»           | ФЛ2                      | 3         | 0         | КА+КЛ              | 0                  | 0                  | -                    | -                    | -                    | ТФЛ           | 1             | 1             | 4      | 1      |        |
| 2014–15                  | «Вестон-сьюпер-Мейр»     | НЛП                      | 24        | 10        | КА+КЛ              | 0                  | 0                  | -                    | -                    | -                    | ТФЛ           | 1             | 0             | 25     | 10     |        |
| 2015–16                  | «Ексетер Сіті»           | ФЛ2                      | 20        | 8         | КА+КЛ              | 2+0                | 1+0                | -                    | -                    | -                    | ТФЛ           | 0             | 0             | 22     | 9      |        |
| 2016–17                  | «Ексетер Сіті»           | ФЛ2                      | 45+3      | 13+2      | КА+КЛ              | 0+2                | 0                  | -                    | -                    | -                    | ТФЛ           | 2             | 1             | 52     | 16     |        |
| Усього за «Ексетер Сіті» | Усього за «Ексетер Сіті» | Усього за «Ексетер Сіті» | 71        | 23        |                    | 4                  | 1                  |                      | 0                    | 0                    |               | 3             | 2             | 78     | 26     |        |
| 2017–18                  | «Брентфорд»              | ЧФЛ                      | 45        | 10        | КА+КЛ              | 1+2                | 0+1                | -                    | -                    | -                    | -             | -             | -             | 48     | 11     |        |
| 2018–19                  | «Брентфорд»              | ЧФЛ                      | 41        | 10        | КА+КЛ              | 3+1                | 2+0                | -                    | -                    | -                    | -             | -             | -             | 45     | 12     |        |
| 2019–20                  | «Брентфорд»              | ЧФЛ                      | 46+3      | 25+1      | КА+КЛ              | 0+1                | 0                  | -                    | -                    | -                    | -             | -             | -             | 50     | 26     |        |
| Усього за «Брентфорд»    | Усього за «Брентфорд»    | Усього за «Брентфорд»    | 135       | 46        |                    | 8                  | 3                  |                      | 0                    | 0                    |               | 0             | 0             | 143    | 49     |        |
| 2020–21                  | «Астон Вілла»            | ПЛ                       | 37        | 14        | КА+КЛ              | 0+3                | 0+2                | -                    | -                    | -                    | -             | -             | -             | 40     | 16     |        |
| 2021–22                  | «Астон Вілла»            | ПЛ                       | 35        | 11        | КА+КЛ              | 1+0                | 0                  | -                    | -                    | -                    | -             | -             | -             | 36     | 11     |        |
| 2022–23                  | «Астон Вілла»            | ПЛ                       | 37        | 15        | КА+КЛ              | 1+2                | 1                  | -                    | -                    | -                    | -             | -             | -             | 40     | 16     |        |
| 2023–24                  | «Астон Вілла»            | ПЛ                       | 35        | 19        | КА+КЛ              | 3+1                | 0                  | ЛК                   | 11                   | 8                    | -             | -             | -             | 50     | 27     |        |
| Усього за «Астон Віллу»  | Усього за «Астон Віллу»  | Усього за «Астон Віллу»  | 138       | 58        |                    | 11                 | 3                  |                      | 11                   | 8                    |               | -             | -             | 159    | 69     |        |
| Усього за кар'єру        | Усього за кар'єру        | Усього за кар'єру        | 366       | 134       |                    | 20                 | 7                  |                      | 11                   | 8                    |               | 4             | 2             | 409    | 162    |        |